# Graff Diamonds
Graff Diamonds é uma empresa multinacional britânica especializada no comércio de diamantes, baseada em Londres.
Uma empresa verticalmente integrada, as operações da Graff compreendem a concepção, fabricação e distribuição de joalharia e relógios.
Possui mais de 50 lojas ao redor do mundo incluindo em New York, Las Vegas, Monte Carlo, Courchevel, Kiev, Pequim e Taipei.
A empresa possui peças com preços de até 100 milhões de dólares.
Em 6 de agosto a 2009 a filial em Londres foi roubada, no valor de 40 milhões de libras. Acredita-se que seja o maior roubo de gemas de sempre na Grã-Bretanha até o momento.

## História
Graff Diamonds foi fundada em Londres em 1960 por Laurence Graff.